# Unión Nacional Agraria Búlgara
La Unión Nacional Agraria Búlgara (en Búlgaro: Български земеделски народен съюз, Balgarski Zemedelski Naroden Sayuz o BZNS) fue un importante partido político búlgaro de la primera mitad del siglo XX, aunque la actualidad tiene poca presencia en la vida política del país.

## Historia

### Antecedentes
En octubre de 1899, el Gobierno búlgaro, acuciado por necesidades financieras, decidió restaurar el diezmo o impuesto sobre la cosecha pagado en especie durante el periodo entre 1900 y 1905, que en el siglo XIX había sido sustituido por otro sobre la propiedad de la tierra. El descontento campesino fue amplio y se formó entre el campesinado y sus partidarios intelectuales una nueva organización, teóricamente apolítica, para oponerse a la medida y defender sus intereses. La organización, propuesta por el socialista Tsanko Tserkovski, debía ser similar a un sindicato y se fundó en un congreso a finales de diciembre de 1899 celebrado en Pleven, al que acudieron 845 delegados, la mayoría campesinos, provenientes de 45 de los 71 distritos del país. La organización, que recibió el nombre de «Unión Agraria Búlgara», se creó con el objetivo de «elevar el nivel intelectual y moral del campesino y mejorar la agricultura en todas sus formas» para lo que propuso una serie de reformas como concentración parcelaria, la concesión de crédito asequible a los labradores o la búsqueda de mercados para sus productos.
Los intentos de bloquear la aprobación de la restauración de diezmo en el Parlamento fracasó, así como las diversas peticiones al príncipe y soberano búlgaro, Fernando I de Bulgaria. La frustración campesina y los choques violentos con la policía, en los que murieron más de un centenar de labradores, hizo que en las elecciones locales del verano de 1900 120 municipios eligiesen a candidatos cercanos a la Unión, que seguía siendo en teoría una asociación reformista y no un partido político. En las nacionales de febrero de 1901, 23 candidatos afines a la Unión  fueron elegidos para la cámara baja búlgara, de los que 7 se integraron rápidamente en los partidos tradicionales, abandonando el movimiento. Los buenos resultados y la traición de parte de los diputados favoreció la corriente que defendía la transformación de la Unión en un partido político. El congreso de octubre de 1901, el tercero de la organización, aprobó efectivamente la conversión en formación política, a pesar de la oposición de algunos de los fundadores, entre ellos el propio Tserkovski.

### Primeros años
La Unión cambió de nombre, convirtiéndose en la «Unión Nacional Agraria Búlgara» y proclamó contar con el apoyo de 800 agrupaciones locales y más de 35 000 miembros, aunque se considera que la estimación es excesiva.
Durante los años siguientes a su establecimiento como partido político, la Unión sufrió una grave crisis, perdiendo gran parte de su apoyo: en su cuarto congreso en 1902 admitía haber perdido el 90% de sus agrupaciones locales, decayendo aún más al año siguiente; en las elecciones de 1903 no logró obtener ningún diputado, en parte por la coacción del partido vencedor y en parte por la propia debilidad interna del partido.
Gracias a diversos factores, entre ellos la aparición de un nuevo dirigente, Alejandro Stamboliski, el partido recobró vigor y obtuvo más de 100 000 votos (11,2% del total) en las elecciones de mayo de 1908 y obtuvo 23 escaños, siendo el mayor partido de la oposición. En las elecciones locales que se celebraron el mismo año logró el control de casi 300 alcaldías. Contaba entonces con 1 123 organizaciones locales repartidas por el país. Otro importante factor que influyeron en la recuperación de la Unión fueron las medidas que adoptó a favor del campesinado, como el fomento de las cooperativas agrarias, del crédito, la formación de tiendas que vendían artículos a precios asequibles a los campesinos, la creación de un seguro de vida para sus afiliados o el establecimiento de chitalishte («salas de lectura»). La mala cosecha de 1907, que intensificó el interés campesino en la política y la reorganización de la Unión, que reforzó su disciplina interna, estableció su sede en Sofía y adoptó una ideología agraria, también coadyuvaron a su renacimiento tras la crisis de los años anteriores. El agrarismo de Stamboliski hacía hincapié en la importancia del estamento campesino en la sociedad y proclamaba el pueblo como el mejor lugar para el desarrollo del individuo, la mejor de las comunidades humanas y el sitio donde el hombre se hallaba en mayor contacto con la naturaleza. Las ciudades y las clases sociales que en ella habitaban eran vistas con recelo por Stamboliski, que las consideraba los centros donde se concentraban aquellos que estorbaban el desarrollo del campesinado y del país en general: la burocracia, la monarquía, el Ejército o los abogados, muy odiados por los agrarios. Los agrarios reclamaban diversas medidas de reforma del campo y mejora de la situación de los campesinos así como otras de carácter político general: elección de los cargos públicos, aplicación de la asignación proporcional de escaños, sufragio para las mujeres, fin de la persecución policial, permiso para la creación de sindicatos, autonomía de los Gobiernos locales y regionales, etc. El movimiento era, además, republicano, aunque no reclamaba el fin inmediato de la monarquía.
La oposición a las Guerras Balcánicas, al comienzo populares, debilitó pasajeramente a la Unión; tras la derrota en la segunda, las elecciones de noviembre de 1913 mostraron el aumento del respaldo a los agrarios y estos obtuvieron 46 escaños de los 204 del Parlamento búlgaro. En las de marzo del año siguiente, celebradas por el primer ministro Vasil Radoslavov para tratar de reforzar su posición en las Cortes, los agrarios aumentaron ligeramente su número de diputados, hasta los 50.

### La Primera Guerra Mundial
Los agrarios defendieron el mantenimiento del país fuera de la contienda, y respaldaron al Gobierno en su declaración inicial de neutralidad. Se opusieron por tanto al cambio de actitud posterior del rey y de Radoslavov, que se mostraron dispuestos a unirse en 1915 a los Imperios Centrales. El arresto y condena de Stamboliski por traición por oponerse públicamente a la guerra dejó desconcertado al partido, que votó favorablemente, como otros partidos, a la concesión de créditos guerra al Gobierno.

### En el poder
Los agrarios aplicaron sin problema las limitaciones militares del tratado de paz, deseosos de reducir el gasto militar; en noviembre de 1920 traspasaron además el control del Ejército del monarca al Gobierno.
Una vez en el poder los agrarios aplicaron importantes reformas a pesar de las limitaciones presupuestarias y la vigilancia de la Entente: se aprobó la jornada laboral de ocho horas, un impuesto sobre la renta progresivo, una reforma agraria que logró distribuir un octavo de millón de hectáreas entre los campesinos, se favoreció la concentración agraria de parcelas o el ingreso en las cooperativas. Se llevó a cabo además una notable modernización de las redes de comunicación y de transporte y se aumentó sensiblemente el número de escuelas de enseñanza primaria y secundaria. La educación secundaria se volvió obligatoria hasta los catorce años y se reformó el currículo, dando más importancia a las materias aplicadas y menos al nacionalismo. Se hizo gran hincapié en las medidas que favorecían la mejora de la agricultura. Se instituyó temporalemnte un consorcio estatal para la exportación de grano que mejoró los ingresos hasta que fue desmantelado por exigencia de la Entente. Un nuevo «servicio de trabajo obligatorio» sustituyó al servicio militar y se utilizó para realizar obras públicas.
Las reformas de los agrarios fueron bienvenidas por la abrumadora mayoría de la población, campesina. A pesar de haberse ganado el agradecimiento de esta, la formación de Stamboliski tenía sus debilidades: no era un partido unido y había cuestiones que dividían profundamente a sus miembros, como la actitud de la Unión hacia el resto de partidos; el Gobierno se mostraba además, en ocasiones, falto de coordinación y de competencia; tenía asimismo fama de corrupto. Muchos de sus seguidores obtuvieron puestos en la administración pública simplemente por serlo, algo tradicional en la política búlgara. Se labró además la oposición de ciertos sectores importantes de la sociedad búlgara, como parte del Ejército, los comunistas, las profesiones liberales o los políticos de los partidos tradicionales.
En las elecciones de abril de 1923, tras el fin de la asignación proporcional de escaños, la Unión logró una amplia victoria, consiguiendo 212 diputados frente a los 16 de los comunistas y los 15 de los partidos tradicionales agrupado en el Bloque Constitucional. La oposición a los agrarios, unida en una confabulación contra estos, respondió con un golpe de Estado en junio, en la que el campesinado apenas resistió.

### Los Gobiernos de la Alianza Nacional
Tras el golpe de Estado de junio de 1923 que eliminó a Stamboliski y llevó al poder a la Alianza y a la Liga Militar, que formaron la Alianza Democrática, comenzó de inmediato la persecución de gran número de agrarios, siendo algunos detenidos y mientras otros marchaban al exilio. La Unión, que nunca había sido un partido muy cohesionado, se dividió. La principal causa de la escisión fue la actitud que la Unión debía mantener con los partidos de izquierda y los antiguos partidos burgueses. Mientras la fracción encabezada por Dimitur Gichev prefería la cooperación con los primeros, la de sus adversarios, mayoritarios entre los exiliados y dirigidos por Kosta Todorov, se oponían. La política exterior también dividía a las fracciones.

### La Depresión
En las elecciones de 1931, inusuales por su libertad y por celebrarse antes de la formación del nuevo gabinete y no después, el Bloque del Pueblo resultó vencedor. Se formó un Gobierno de este con tres agrarios, entre ellos Gichev. Como otros gabinetes de la época, trataron con escaso efecto de aliviar la dura situación económica del campesinado.
Los agrarios participaron, sin embargo, en la corrupción política y luchas de poder junto con el resto de partidos tradicionales que llevaron al desprestigio de estos y causaron en parte del golpe de Estado del 19 de mayo de 1934 de Zveno que acabó con el sistema parlamentario.

### La Segunda Guerra Mundial
Una fracción de los agrarios formó parte del Frente Patriótico, el movimiento político de la resistencia formado además por comunistas, parte de los socialistas y Zveno. Tras la llegada del Ejército Rojo a las fronteras búlgaras a finales de agosto de 1944, la presidencia del Consejo de Ministros pasó a un agrario, Konstantin Muraviev, sobrino de Stamboliski. Los esfuerzos por aplacar a los soviéticos y evitar la invasión del país por parte de Muraviev fracasaron: el 9 de septiembre de 1944 cruzaron las fronteras y un golpe de Estado de algunas unidades militares derrocaron a Muraviev e impusieron un Gobierno del Frente.

### La posguerra
Tras la toma del poder por el Frente Patriótico en septiembre de 1944, el Partido Comunista tuvo que enfrentarse a la popularidad de los agrarios en su proceso de tomar del poder. A pesar de sus divisiones internas, seguían siendo el movimiento con más simpatía popular. Tras presionar para la renuncia de su dirigente, Georgi Mihov Dimitrov, conocido como «Gemeto» para distinguirlo de dirigente comunista, estos solo lograron que la dirección del partido, aparentemente reunificado, pasase a manos del muy popular Nikola Petkov, de historial de resistencia intachable. El Partido Comunista le atacó fomentando una escisión en la Unión a la que asignó las propiedades de esta y su periódico. Petkov formó un partido paralelo, la Unión Nacional Agraria Búlgara - Nikola Petkov, que logró se pospusiesen las elecciones hasta que se decidiese si el Frente debía presentarse unido o sus componentes por separado, como deseaba Petkov para no tener que compartir sus apoyos con los comunistas. No logró este último objetivo y se abstuvo de participar en las elecciones. A pesar del apoyo anglo-estadounidense, no consiguió que los comunistas, que contaban con el respaldo de los soviéticos, le cediesen la presidencia del Consejo de Ministros y ciertos ministerios clave.
En las elecciones de octubre de 1946 los comunistas lograron, con intimidación y manipulación de las votaciones, una mayoría absoluta, pero la oposición logró un resultado importante. En febrero de 1947 se firmó la paz y, ante la inminencia de la retirada soviética, el Partido Comunista decidió asegurarse el poder y deshacerse de Petkov y de sus seguidores. El 5 de junio, Petkov fue arrestado.

### Periodo comunista
Con el juicio amañanado, condena y ejecución de Petkov el antiguo partido agrario quedó destruido. Su escisión fue disuelta y sus propiedades incautadas. Aunque la colectivización posterior debilitó seriamente sus bases, el agrarismo se mostró lo suficientemente arraigado como para que los comunistas mantuviesen otra versión, subordinada, de la Unión Agraria que participó en casi todos los Gobiernos de la época comunista. Su papel, sin embargo, era el de mera comparsa: la jerarquía comunista era la que tomaba las decisiones importantes de la política del país, aunque mantuvo riqueza e influencia en el campo.
Tras la caída del gobierno socialista, resurgió la variante de Petkov como partido independiente, aunque no logró el respaldo y la importancia conseguidos anteriormente en la época de Stamboliski.

## Resultados electorales
| Elecciones | Asamblea nacional                | Asamblea nacional                | Asamblea nacional                | Asamblea nacional                |
| Elecciones | # de votos                       | % de votos                       | # de de escaños                  | +/–                              |
| ---------- | -------------------------------- | -------------------------------- | -------------------------------- | -------------------------------- |
| 1899       | 4.700 (#7)                       | 1,37%                            | 0/169                            |                                  |
| 1901       | 22.600 (#5)                      | 7,72%                            | 12/164                           | 12                               |
| 1902       | 24.710 (#5)                      | 6,11%                            | 12/189                           | Sin cambios                      |
| 1903       |                                  |                                  | 0/169                            | 12                               |
| 1908       | 68.308 (#2)                      | 14,6%                            | 19/203                           | 19                               |
| 1911       | 71.943 (#2)                      | 14,26%                           | 4/212                            | 15                               |
| 1913       | 113.761 (#2)                     | 21,18%                           | 48/204                           | 44                               |
| 1914       | 147.143 (#2)                     | 19,25%                           | 47/245                           | 1                                |
| 1919       | 176.281 (#1)                     | 27,35%                           | 77/236                           | 30                               |
| 1920       | 349.212 (#1)                     | 38,56%                           | 110/229                          | 33                               |
| Abr. 1923  | 569.139 (#1)                     | 53,77%                           | 212/245                          | 105                              |
| Nov. 1923  | 132.160 (#2)                     | 13,17%                           | 19/247                           | 193                              |
| 1927       | 494.886 (#2)                     | 42,88%                           | 52/261                           | 33                               |
| 1931       | 647.358 (#1)                     | 50,06%                           | 151/273                          | 99                               |
| 1938       | Ilegalizado                      | Ilegalizado                      | Ilegalizado                      | Ilegalizado                      |
| 1939       | 275.964 (#3)                     | 13,03%                           | 5/160                            |                                  |
| 1945       | Dentro del Frente de la Patria.  | Dentro del Frente de la Patria.  | 94/276                           |                                  |
| 1949-1966  | Dentro del Frente de la Patria.  | Dentro del Frente de la Patria.  |                                  |                                  |
| 1971       | Dentro del Frente de la Patria.  | Dentro del Frente de la Patria.  | 100/400                          |                                  |
| 1976       | Dentro del Frente de la Patria.  | Dentro del Frente de la Patria.  | 100/400                          | Sin cambios                      |
| 1981       | Dentro del Frente de la Patria.  | Dentro del Frente de la Patria.  | 99/400                           | 1                                |
| 1986       | Dentro del Frente de la Patria.  | Dentro del Frente de la Patria.  | 99/400                           | Sin cambios                      |
| 1990       | 368.929 (#4)                     | 6,02                             | 16/400                           | 83                               |
| 1991       | 404.506 (#4)                     | 7,30                             | 0/240                            | 16                               |
| 1994       | 338.478 (#3)                     | 6,51                             | 18/240                           | 18                               |
| 1997       | En las listas de DPS             | En las listas de DPS             | 19/240                           | 1                                |
| 2001       | 15.504 (#13)                     | 0,34                             | 0/240                            | 19                               |
| 2005       | No participó.                    | No participó.                    | No participó.                    | No participó.                    |
| 2009       | No participó.                    | No participó.                    | No participó.                    | No participó.                    |
| 2013       | 7.715 (#20)                      | 0,22                             | 0/240                            |                                  |
| 2014a      | 291.806 (#4)                     | 8,89                             | 23/240                           | 23                               |
| 2017a      | 107.407 (#6)                     | 3,06                             | 0/240                            | 23                               |
| Abr.-2021  | En coalición con Voluntad y NSFB | En coalición con Voluntad y NSFB | En coalición con Voluntad y NSFB | En coalición con Voluntad y NSFB |
| Jul.-2021b | 7.872 (#13)                      | 0,28                             | 0/240                            |                                  |
| Nov.-2021b | 11.239 (#14)                     | 0,42                             | 0/240                            |                                  |

a Dentro de Bloque Reformista.
b Dentro de Asociación Nacional de la Derecha.